# Bruno Pontisso
Bruno Pontisso (* 26. Oktober 1925 in Basiliano; † 14. Oktober 1999 in Giuliano di Roma) war ein italienischer Radrennfahrer und nationaler Meister im Radsport.

## Sportliche Laufbahn
Pontisso war Bahnradsportler und im Straßenradsport aktiv. Als Amateur siegte er 1945 in der nationalen Meisterschaft im Straßenrennen. 1946 wurde er Unabhängiger. 
Im Bahnradsport gewann er 1946 die nationale Meisterschaft in der Einerverfolgung der Amateure. Bei den UCI-Bahn-Weltmeisterschaften 1946 unterlag er in der Einerverfolgung der Amateure im Lauf um die Bronzemedaille gegen den Schweden Halle Janemar.
1949 wurde er Berufsfahrer im Radsportteam Arbos und blieb bis 1956 als Radprofi aktiv. 1949 holte er je einen Etappensieg im Giro del Lazio und im Giro di Sicilia. 1951 gewann er den Circuito di Ceprano. In der Coppa Bernocchi 1949 wurde er Dritter.
Im Giro d’Italia startete er zweimal. 1950 schied er aus, 1951 wurde er 15. im Endklassement.